# Idaea antiquaria
Idaea antiquaria är en fjärilsart som beskrevs av Herrich-Schäffer 1847. Idaea antiquaria ingår i släktet Idaea och familjen mätare. Inga underarter finns listade i Catalogue of Life.